# ألكسندر بوب
ألكسندر بوب (بالإنجليزية: Alexander Pope) ‏(21 مايو 1688—30 مايو 1744) هو شاعر إنجليزي شهير من القرن الثامن عشر، واشتهر بمقاطع شعرية ساخرة وبترجمته لأعمال هوميروس. وهو ثالث كاتب يتم الاقتباس منه في قاموس أكسفورد للاقتباسات، بعد شكسبير وألفريد تنيسون. واشتهر بوب باستخدام مقطع الشعر البطولي.

## حياته
ولد بوب لأب يدعى ألكسندر بوب الأكبر (1646 - 1717) وهو تاجر كتان في بلاوفيلد، شارع لومبارد، لندن، وإديث بوب (اسمها قبل الزواج تيرنر) (1688-1744)، وكانوا كلهم من الكاثوليك. وتأثر تعليم بوب بقانون العقوبات المعمول به في ذلك الوقت والمأخوذ من كنيسة إنجلترا، والتي حظرت على الكاثوليك التدريس ودخول الجامعات والوظائف العامة. تعلم بوب القراءة من عمته، ثم توجه إلى مدرسة توايفورد في عام 1698 أو 1699 تقريباً. ثم توجه إلى مدرستين كاثوليكيتين في لندن. ورغم أن هذه المدارس كانت غير مشروعة، تم التغاضي عنها في بعض المناطق.
في عام 1700 انتقلت عائلته إلى مزرعة صغيرة في بنفيلد، بيركشاير بالقرب من غابات وندسور الملكية. وكان هذا نتيجة للعداء ضد الكاثوليكية والنظام الذي منع الكاثوليك من الإقامة في نطاق 10 ميل (16 كم) من لندن أو وستمنستر. [بحاجة لمصدر] ولاحقا قام بوب بوصف الريف حول منزله في قصيدته غابة وندسور. في هذا الوقت أنهى بوب مرحلة التعليم النظامي، ومنذ ذلك الحين كان يقوم بتعليم نفسه بقراءة أعمال الكتاب الكلاسيكيين مثل هوراس وجوفينال وشعراء الملاحم هوميروس وفيرجيل، وكذلك أعمال الكتاب الإنجليز مثل جيفري تشوسر ووليم شكسبير وجون درايدن. ودرس أيضا العديد من اللغات، وقرأ أعمال الشعراء بالإنجليزية والفرنسية والإيطالية واللاتينية واليونانية. بعد خمس سنوات من الدراسة، أقام بوب صلات مع شخصيات من مجتمع لندن الأدبي مثل وليام ويشرلي، وليام كنجرف، صموئيل جارث، وليام ترمبل، وليم والش.
كما كوّن في بنفيلد عددا من الصداقات المهمة. وكان أحدها مه جون كاريل وكان يكبر الشاعر بعشرين عاماً، وقدمه إلى العديد من معارفه في عالم لندن الأدبي. وقام بتقديم بوب الشاب إلى الكاتب المسرحي الهرم وليم ويتشرلي ووليم والش وهو شاعر مغمور ساعد بوب في تنقيح أول عمل رئيسي له وهو «أغاني الرعاة» (بالإنجليزية: The Pastorals). كما التقى بالأختان بلونت، تيريزا ومارثا (والتي زعم أنها حبه المستقبلي)، وكلاهما بقيتا صديقتين له مدى الحياة.
كان بوب يعاني من مشاكل صحية عديدة وهو بعمر اثني عشرة عاماً، مثل مرض بوت (نوع من السل يصيب العظام) والذي شوه بنيته وجعله يتوقف عن النمو وتركه أحدبا. وتسبب مرض السل في مشاكل صحية أخرى بما في ذلك صعوبات في التنفس، والحمى الشديدة، والتهاب العيون، وآلام في البطن. ولم يتجاوز طوله 1.37 متر (4 أقدام و 6 بوصات). وكان بوب معزولا من المجتمع لأنه كان كاثوليكيا؛ وزادت صحته السيئة من عزلته أكثر. لم يتزوج بوب أبدا، فقد كان لديه الكثير من الصديقات وكان يكتب لهن رسائل ظريفة. وزعم أن له حبيبة واحدة وهي صديقته مارثا بلونت.

## بدايات مسيرته
وفي مايو 1709 قام بوب بنشر الشعر الريفي في الجزء السادس من كتاب تونسون المسمى منوعات شعرية. وهو ما حقّق لبوب الشهرة الفورية. وقد تبع ذلك مقال عن النقد نشر في مايو 1711، الذي كان أيضا قد تلقى استحسانا.
وفي حوالي 1711 أقام بوب صداقات مع عدة كتاب محافظين مثل جون جاي، جوناثان سويفت، وتوماس بارنيل وجون أربثنوت، والذين شكلوا معا نادي سكريبلروس. وكان الهدف من النادي هو هجاء الجهل والتحذلق في هيئة خيالية للباحث مارتينوس سكريبلرس. وكان له أيضا صداقات مع كتاب من حزب الويغ جوزيف أديسون وريتشارد ستيل. وقد نشرت غابات وندسور في مارس عام 1713 وحقق نجاحا جيدا.
قصيدة بوب التالية المعروفة باسم اختطاف خصلة شعر ؛ نشرت لأول مرة في 1712، ونشرت نسخة منقحة في 1714. وتعتبر هذه من أشهر قصائدها لأنها كانت نموذجا لملحمة بطولية، وكتبت كسخرية من خصومات المجتمع بين أرابيلا فرمور («بليندا» في القصيدة) واللورد بيتر، الذي أخذ خصلة من شعرها دون إذن منها. وتعامل بوب مع الشخصيات في قصيدته بأسلوب ملحمي، فعندما يسرق البارون خصلة شعرها وتحاول استعادتها، يطير الشعر في الهواء ويتحول إلى نجمة.
ساهم بوب في مسرحية أديسون كاتو فضلا عن كتابة الغارديان، والمشاهد. وفي هذا الوقت بدأ العمل لترجمة الإلياذة، والتي كانت عملية شاقة—بدأ النشر في عام 1715 ولم ينته حتى 1720.
في عام 1714 بدأ الوضع السياسي يزداد سوءا مع وفاة الملكة آن والتنازع على الخلافة بين بيت هانوفر وحركة اليعاقبة، ما أدى إلى اندلاع التمرد اليعقوبي عام 1715. ورغم من أنه من المتوقع من بوب ككاثوليكي أن يؤيد اليعاقبة، بسبب انتمائاتهم الدينية والسياسية، فإنه وفقا للباحث ماينارد ماك فلا يوجد ما يوضح موقفه من المسألة. أدت هذه الأحداث إلى تراجع حظوظ حزب المحافظين، وفر صديق بوب، هنري سانت جون، الفيكونت الأول بولينجبروك، إلى فرنسا.

## مقالة عن النقد
نشرت «مقالة عن النقد» لأول مرة بتوقيع مجهول في 15 مايو 1711. وبدأ بوب بكتابة القصيدة في بداية مسيرته واستغرق نحو ثلاث سنوات حتى انتهى منها.
تم نشر القصيدة بأسلوب المقطع الشعري البطولي، وكان هذا النوع الجديد من الشعر متوسط الانتشار في الوقت. كانت «مقالة عن النقد» محاولة لتحديد وتحسين موقعه كشاعر وناقد. وقيل أن القصيدة قد تكون ردا على الجدل الدائر حول مسألة ما إذا كان ينبغي أن يكون الشعر طبيعي، أو مكتوب وفقا لقواعد محددة اصطناعية موروثة من الماضي الكلاسيكي.
وتبدأ القصيدة بمناقشة القواعد الموحدة التي تحكم الشعر الذي بواسطته يصدر الناقد حكمه. ويعلق بوب على الكتاب الكلاسيكيين الذين تعاملوا مع هذه المعايير، والمراجع التي يعتقد أنه ينبغي اعتمادها لديهم. ويستنتج أن قواعد القدماء متطابقة مع قواعد الطبيعة، وتندرج في فئة الشعر والرسم، وهي مثل الدين والأخلاق، وتعكس القانون الطبيعي.
القصيدة غير واضحة ومليئة بالتناقضات. ويعترف بوب بأن القواعد لازمة للإنتاج والنقد، لكنه يعطي أهمية للصفات الغامضة وغير المنطقية للشعر. وهي تناقش القوانين التي ينبغي على الناقد أن يتقيد بها حين يقوم بنقد الشعر، ويشير إلى أن النقاد يقومون بوظيفة هامة في مساعدة الشعراء مع أعمالهم، بدلاً من مهاجمتهم.
القسم الأخير منها يناقش الصفات الأخلاقية والفضائل الكامنة في الناقد المثالي، والذي يزعم بوب أنه الرجل المثالي.

## ترجمة هوميروس

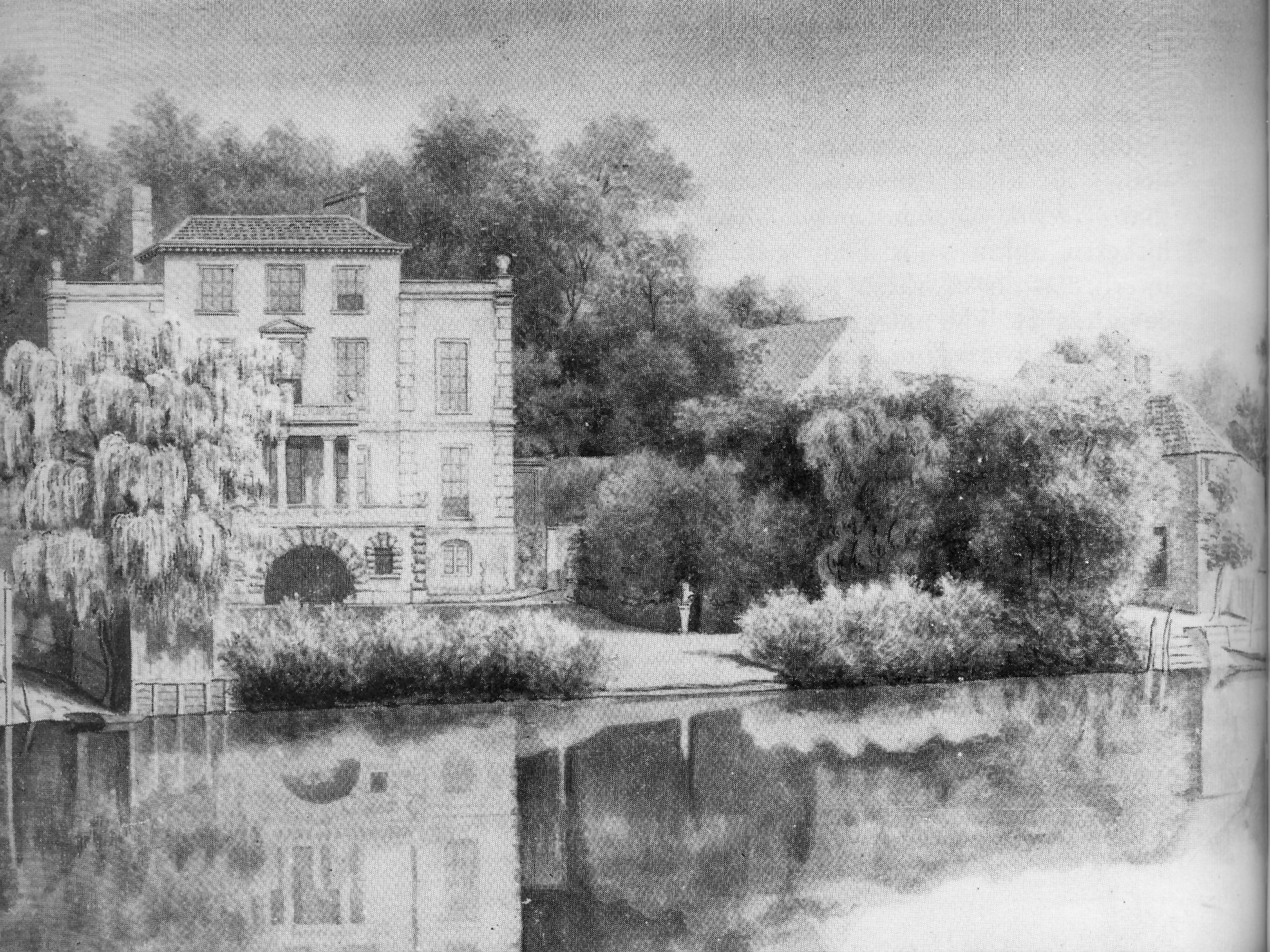
منزل بوب في تويكنهام، حيث تظهر المغارة. من لوحة مائية رسمت بعد فترة وجيزة من وفاته.

كان بوب قد فتن بهوميروس منذ الطفولة. وأعلن في عام 1713 عن خطط لنشر ترجمة الإلياذة. حيث سيكون العمل متاح من خلال الاشتراك، مع ظهور مجلد واحد كل سنة على مدى ست سنوات. وضمن بوب صفقة ثورية مع الناشر برنارد لنتوت، والتي جلبت له مائتي جنيه للمجلد، وهو مبلغ كبير جدا.
ظهرت ترجمته لإلياذة هوميروس بين عامي 1715 و 1720. وقد شكرها صموئيل جونسون بأنها «ذات أداء لا يمكن أن لأي عصر أو أمة أن تجاريه» (رغم أن الباحث ريتشارد بنتلي الكلاسيكي قد كتب: «سيد بوب، إنها قصيدة جميلة، ولكن يجب أن لا نسميها هوميروس»).

### تويكنهام والمغارة

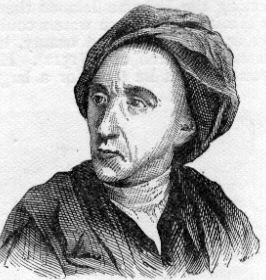
صورة شبهية لبوب مستمدة من صورة من رسمها ويليام هور

سمحت له الأموال التي جناها من ترجمة هوميروس بالانتقال إلى فيلا في تويكنهام في 1719، حيث قام بتشكيل المغارة والحدائق المشهورة. وزين بوب المغارة بالمرمر والرخام، وخامات مثل الموندك والبلور. كما أنه استخدم أيضا الماس الكورني والمقرنصات والساريات وحجر الثعبان والإسفنج الحجري. كما وضع عددا من المرايا ومفاخر أخرى في من العصر الأغسطي حول المغارة. وقيل أن بوب ذكر أن: «لو كانت به حوريات – فسيكتمل به كل شيء». رغم أن المنزل والحدائق تم هدمهما منذ زمن طويل، فإن الكثير من هذه الكهوف لا تزال باقية. وتقع المغارة حاليا تحت مدرسة سانت جيمس المستقلة للبنين، ويتم فتحها للجمهور مرة في السنة.

## ملحمة الأوديسة وشكسبير
وقد قام بوب أيضا بترجمة ملحمة الأوديسة وشجعه في هذا نجاحه في إلياذة هوميروس. وظهرت الترجمة في عام 1726، لكن هذه المرة واجهته مهمة شاقة، واستعان بوليام برو وإيلايجا فنتون. حاول بوب إخفاء تعاون الفريق معه (هو نفسه قام بترجمة إثنى عشر كتاباً فقط، بروم ثمانية وفنتون أربعة)، ولكن تسرب السر. ولحقت بعض الضرر بسمعة بوب لبعض الوقت، ولكن لم تتضرر الأرباح.

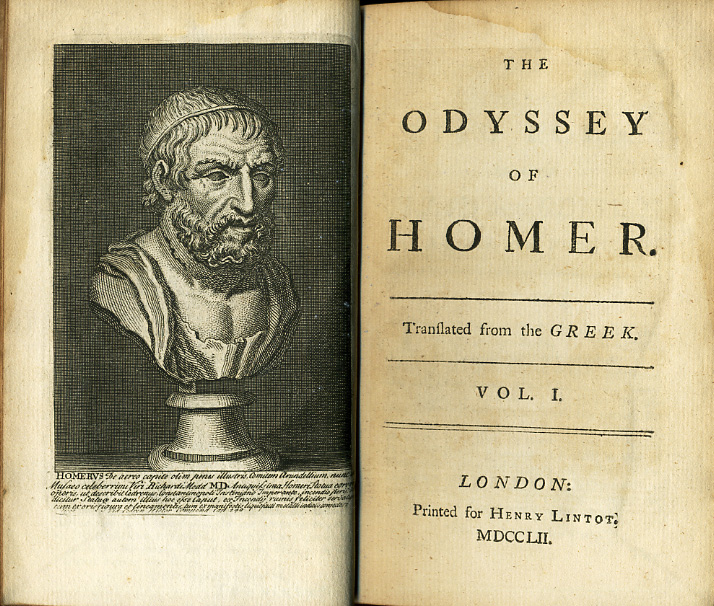
صفحة العنوان والمقابلة لها من طبعة 1752 من ترجمة الأوديسة وشروحها ومن إصدار ألكسندر بوب.

وفي هذه الفترة أيضاً تم توظيف بوب من قبل الناشر جاكوب تونسون لإصدار طبعة جديدة فاخرة لشكسبير. ظهرت هذه الطبعة أخيرا في عام 1725، ونظم أوزان شكسبير للشعر وأعاد كتابة شعره في عدد من المواضع. وقام بوب أيضا بإنزال حوالي 1560 جملة من مواد شكسبير إلى الهوامش، بحجة أنها كانت «غاية في الرداءة» بحيث أنه لا يمكن أن يكون شكسبير قد قام بكتابتها. (تم استبعاد جمل أخرى من الطبعة تماما.) قام المحامي والشاعر لويس ثيوبالد في 1726 بنشر كتيب لاذع تحت اسم شكسبير المستعاد، الذي يفهرس أخطاء بوب في العمل، واقترح عددا من التعديلات على النص. وربما كان بوب وثيوبالد على معرفة جيدة ببعضهما، وفسر بوب ذلك بأنه لا شك أنه انتهاك لقواعد الصداقة.
وظهرت طبعة ثانية من شكسبير بقلم بوب في عام 1728، ولكن عدا عن القيام ببعض التنقيحات الطفيفة على المقدمة فيبدو أن بوب لم يقدم الكثير في هذه الطبعة. ورفض معظم محرري شكسبير في القرن الثامن عشر نهج بوب لنقد النص. ومع ذلك فإن الكثيرين شكروا مقدمة بوب. وقد وردت فكرة أن نصوص شكسبير تأثرت بسبب ارتجال الممثلين الذين أثروا على المحررين في معظم القرن الثامن عشر.

## مستقبله المهني اللاحق: «مقال عن الإنسان» والهجاء

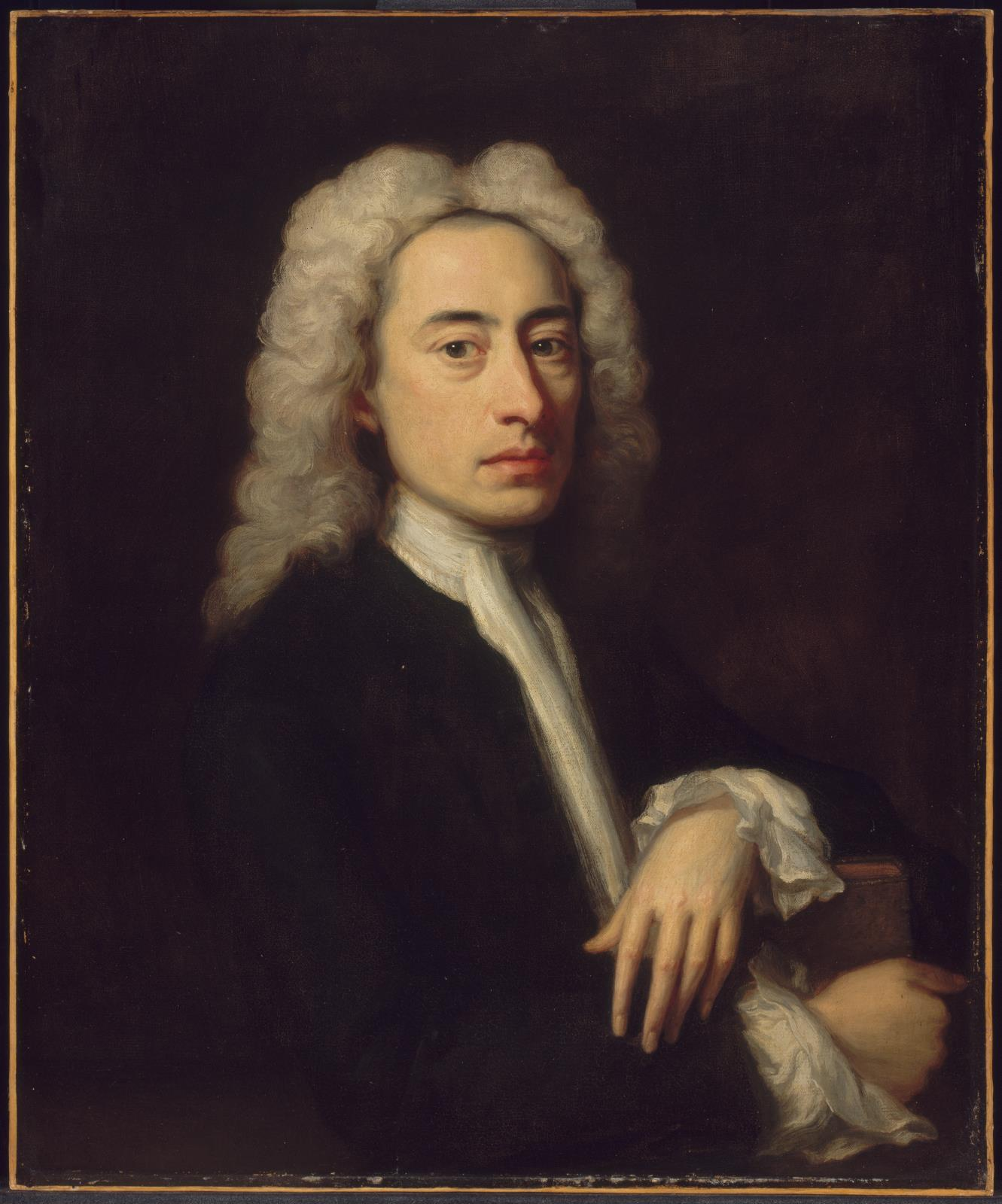
ألكسندر بوب في لوحة منسوبة للرسام الإنكليزي جوناثان ريتشاردسون حوالي العام 1736 وهي الآن في متحف الفنون الجميلة في بوسطن

نشرت عمل دونسياد أول مرة بشكل مجهول في دبلن، لكن لم يشك أحد أن المؤلف كان بوب. وقد أطلق ماك على هذا المنشور «أعظم عمل أتى من الحماقة في حياة بوب». ورغم كونه تحفة أدبية، «فقد أتى بثمار مريرة. وحمّلت الشاعر في عصره عداوات ضحاياه ومن تعاطف معهم، الذين طاردوه بحقد منذ ذلك الحين بقلة من الحقائق ومجموعة من الافتراءات والأكاذيب...». كما طالت التهديدات بوب جسديا. فقد ذكرت شقيقته أنه لم يذهب للتنزه دون أن يرافقه كلبه باونس من فصيلة الدانماركي العظيم، وكان يحمل في جيبه زوج من المسدسات المحشوة.
وقام بوب في عام 1731 بنشر «رسالة إلى بيرلينغتون»، حول موضوع العمارة، هي الأولى من أربع قصائد تم جمعها لاحقا تحت عنوان المقالات المعنوية (1731-35). وفي الرسالة سخر بوب من الذوق السيئ للأرستقراطي «تيمون». وادعى أعداء بوب أنه كان يهاجم دوق تشاندوس وأملاكه. أضرت هذه التهمة بسمعة بوب كثيرا رغم عدم صحتها.
حول هذا الوقت بدأ سخط بوب يزداد من وزارة روبرت والبول، وانحاز أكثر إلى المعارضة التي يقودها بولينجبروك، الذي كان قد عاد إلى إنجلترا في 1725، وكتب بوب مقالة عن الإنسان (1733-34) والمستوحاة من أفكار بولينجبروك الفلسفية. ونشر الجزء الأول باسم مجهول، في حيلة ماكرة وناجحة لكسب الثناء من منتقديه وأعدائه الشرسين.
كتبت 'المقالة' في مقطع شعري بطولي، وتبعتها ترجمات كثيرة إلى لغات أوروبية، وخصوصا في ألمانيا، حيث اعتبر بمثابة مساهمة جادة للفلسفة.
وتبعها تقليد هوراس (1733-38). هذه كانت مكتوبة في شكل «تقليد» للشعر الكلاسيكي، وليس ترجمة لأعمال هوراس. استخدم بوب نموذج هوراس ليهجو الحياة في حكم جورج الثاني، وخاصة ما اعتبره الفساد المستشري الذي تسبب في تشويه صورة البلد في ظل نفوذ والبول ورداءة الذوق الفني للبلاط.
وأضاف بوب أيضا قصيدة أصلية كليا، وهي رسالة إلى الطبيب آربثنوت، كمدخل إلى «التقليد». وهي تستعرض مستقبله الأدبي ويتضمن الصور الشهيرة لللورد هيرفي («سبوروس») وأديسون («أتيكوس»). في عام 1738 كتب الصلاة العالمية.
بدأ بوب يقل من تأليفه بعد عام 1738. وكان يفكر بتأليف ملحمة وطنية أطلق عليها اسم بروتوس، ولكن لم يتبقّى سوى مطلعها فقط. وكان عمله الرئيسي في هذه السنوات تنقيح وتوسيع رائعته دونسياد. وظهر الكتاب الرابع في 1742 ووضع مراجعة كاملة للقصيدة كلها في السنة التالية. وفي هذا الإصدار استعاض بوب عن «البطل» لويس ثيوبولد بالشاعر كولي سيبر كـ«ملك البُلداء». ولكن في تلك الأوقات كانت صحة بوب (التي لم تكن في تحسن أبداً) قد بدأت تتدهور، وتوفي في منزله محاطا بالأصدقاء يوم 30 مايو 1744. وفي اليوم السابق دعا بوب كاهنا وتلقى طقوس الموت حسب الشريعة الكاثوليكية. ودفن في صحن كنيسة القديسة مريم العذراء في تويكنهام.

## مقالة عن الإنسان
عمله المسمى مقالة عن الإنسان هو قصيدة فلسفية، كتبت في مقاطع بطولية، ونشرت في الفترة بين 1732 و 1734. وهدف بوب لأن تكون هذه القصيدة قطعة محورية في النظام المقترح للأخلاق الذي أراد طرحه في الأشكال الشعرية. وكان بوب يهدف في أن يجعل هذا العمل أكبر، إلا أنه لم يعش لاستكماله.
كان هذا العمل محاولة لتبرير مشيئة الله في حياة الإنسان، وأن الإنسان ليس هو نفسه محور كل شيء. والمقالة ليست مسيحية بشكل مفرد، ومع ذلك فإنها تقوم بافتراض أن الرجل قد أخطأ ويجب أن يسعى للخلاص.
وتتكون المقالة من عشر رسائل والتي وجهها إلى اللورد بولينجبروك. يقدم بوب فكرته أو وجهة نظره في الكون، يقول أنه مهما بدا الكون ناقصا ومعقدا وغامضا ومزعجا، فإنه يعمل بطريقة عقلانية وفقا للقوانين الطبيعية. إن القوانين الطبيعية تعتبر الكون كعمل كامل لله. وتبدو في عين البشر مليئة بالشر وغير كاملة في نواح كثيرة، ولكن بوب يشير إلى أن هذا يرجع إلى أذهاننا المحدودة وقدراتنا الفكرية الناقصة. ويظهر بوب في الرسالة على أن البشر يجب أن يقبلوا موقعهم في «سلسلة الكينونة العظمى» في المرحلة الوسط بين الملائكة والبهائم في العالم. إذا كنا قادرين على تحقيق ذلك فبإمكاننا أن نعيش حياة سعيدة وحميدة.
المقالة عن الإنسان هي قصيدة عن الإيمان الإيجابي: حيث تبدو الحياة فوضوية ومربكة للإنسان عندما يكون في المحور، لكنها وفقا لبوب فهي أمر إلهي. وفي عالم بوب فإن الله موجود وهذا الكون يتمركز حوله ليكون له هيكل منتظم. وقد يحتل ذكاء الإنسان المحدود أجزاء صغيرة جدا من هذا النظام ويختبر فقط الحقائق الجزئية، وبالتالي يجب على الإنسان أن يعتمد على الأمل ما يقوده بعدئذ إلى الإيمان. ويجب على الإنسان أن يكون على علم بوجوده في الكون، وبذلك يرتفع إلى ما كان عليه من الثروات والسلطة والشهرة. فمن واجب الإنسان السعي إلى أن يكون صالحا بغضّ النظر عن الحالات الأخرى: وهذه هي الرسالة التي يحاول بوب أن يوصلها للقارئ.

## انتقادات لأعمال بوب

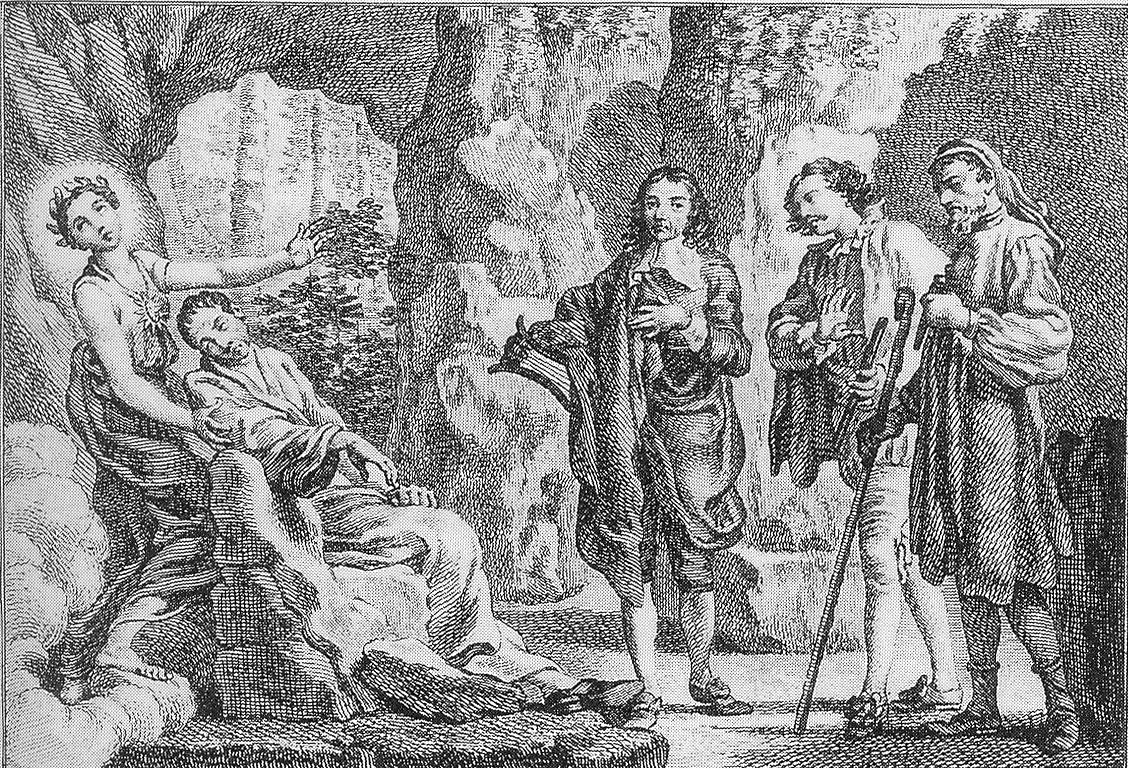
وفاة الكسندر بوب من قصيدة موسيوس وهو شعر رثائي ألفه وليام ماسون. وهنا تظهر ديانا وهي تحمل بوب الميت، وجون ميلتون وإدموند سبنسر وجيفري تشوسر يتحضرون للترحيب به في السماء.

اعتبر بوب في زمن وفاته أحد أعظم شعراء عصره. ومع ذلك فقد بدأت أساليب جديدة تظهر في الشعر بحلول منتصف القرن الثامن عشر. وبعد مرور عقد من وفاة بوب، ذكر جوزيف وارتون أن نمط بوب في الشعر لم يمثل الشكل الممتاز للفن. كانت الحركة الرومانطيقية تأخذ دورها كحركة مسيطرة في الأدب في بدايات القرن الثامن عشر. قال اللورد بايرون أن بوب كان أحد المؤثرين الرئيسيين عليه وعلى شعره (حيث كان يرى أن سخريته اللاذعة من مجتمعه الإنكليزي المعاصر هي استمرار لتقاليد بوب)، ولكن شعر بوب المحافظ لم يحز إعجاب ويليام وردزورث. وانتقد وردزورث أسلوب بوب الشعري ووصفه بأنه مصطنع وقديم، وجادل بأنه لم يعبر عن الأفكار والمشاعر الحقيقية للرجل.
وفي القرن العشرين حاول بعض الأدباء أن يعيدوا إحياء سيرة بوب، وكانت محاولاتهم ناجحة. وأصبحت أعمال بوب الآن مليئة بالإشارات والهوامش عن الناس والأماكن في زمنه، وساعد هذا القراء على فهم الماضي. وكان ماينارد ماك معجبا جدا بشعر بوب. وجادل بأن رؤية بوب الإنسانية الأخلاقية تتطلب الكثير من الاحترام له. في السنوات 1953-1967 تم إنتاج الإصدار النهائي لطبعة تويكنهام الخاصة من قصائد بوب ونشرت في عشرة مجلدات.
حملت العقود الأخيرة من القرن العشرين المزيد من التحديات لسمعة بوب الأدبية. وانطلقت هذه الانتقادات من منظور نظري، مثل الماركسية والنسوية وغيرها من أشكال ما بعد البنيوية. وقد ركز الباحث برين هاموند على إنجاز بوب الفريد في القرارات والعيش المستقل. واعتمدت لورا براون في كتابها 'ألكسندر بوب' (1985) نهجا ماركسيا واتهمت بوب أنه أصبح مدافعا عن الطبقات العليا القمعية. وبعد عام من بحث براون، نشر برين هاموند مقالاً عن بوب مستوحى من الثقافة المادية في سياق بريطاني والأفكار التاريخية الجديدة. وعقب مداخلات هاموند، أوضح ريموند وليامز بوصفه أن الفن كمجموعة من الممارسات تتأثر بعوامل ثقافية واسعة وليس مجرد أفكار غامضة من العبقرية وحدها.
زعم بيتر ستاليبراس وألون وايت في كتابهما 'انتهاك السياسة والشعراء' (1985) أن بوب قد استمد من الثقافة العامة التي كان يحتقرها من أجل إنتاج فنه الخاص 'الراقي'. وأكدوا أن بوب كان ضالعا في المواد التي كان يحاول استثناءها، وهذه الملاحظة لا تختلف كثيرا عن حجج معاصري بوب.
كما قامت الناشطات النسويات بانتقاد أعمال بوب. جادلت إلين بولاك في «شعراء الأسطورة الجنسية» (1985) في أن بوب اتبع تقليدا معاديا للنساء. ورأت بولاك أن بوب ينظر إلى المرأة على أنها أقل شأنا من الرجال سواء فكريا أو جسديا. ومع ذلك فيمكن الدفاع عن بوب بالقول أن هذا كان الرأي العام من وقته. وحددت كارولين ويليامز المشكلة في دور الذكور خلال القرن الثامن عشر في بريطانيا، وناقشت أثره على بوب وعلى كتاباته.

## أعماله

### الأعمال الكبرى
- 1709 : قصائد الرعاة
- 1711 : مقال عن النقد [23]
- 1712 : اغتصاب القفل (موسع في 1714) [23]
- 1713 : غابات وندسور [23]
- 1715 - 1720 : ترجمة الإلياذة [23]
- 1717 : إلويزا إلى آبيلارد [23]
- 1717 : ثلاث ساعات بعد الزواج
- 1717 : مرثية لذكريات سيدة تعيسة [23]
- 1723 - 1725 : أعمال شكسبير، في ستة مجلدات
- 1725 - 1726 : ترجمة الأوديسة
- 1727 : بيري باثوس، أو فن الغرق في الشعر
- 1728 : دونسياد [23]
- 1733 - 1734 : مقالة عن الإنسان [23]
- 1735 : مقدمة إلى الكتابة الساخرة (انظر رسالة بولس الرسول إلى الدكتور آربثنوت ومن يحطم فراشة على عجلة؟)

### أعمال أخرى
- 1700 : أغنية للعزلة

### أعمال منقحة
- أعمال ألكسندر بوب (بالإنجليزية: The Works of Alexander Pope) vol 3 vol 3 v 9 of 10 v 6 of 8

## وصلات خارجية
- ألكسندر بوب على موقع الموسوعة البريطانية (الإنجليزية)
- ألكسندر بوب على موقع ميوزك برينز (الإنجليزية)
- ألكسندر بوب على موقع ميوزك برينز (الإنجليزية)
- ألكسندر بوب على موقع إن إن دي بي (الإنجليزية)
- ألكسندر بوب على موقع ديسكوغز (الإنجليزية)